# Póvoa de Rio de Moinhos e Cafede
Póvoa de Rio de Moinhos e Cafede (llamada oficialmente União das Freguesias de Póvoa de Rio de Moinhos e Cafede) es una freguesia portuguesa del municipio de Castelo Branco, distrito de Castelo Branco.

## Historia
Fue creada el 28 de enero de 2013 en aplicación de una resolución de la Asamblea de la República de Portugal promulgada el 16 de enero de 2013 con la unión de las freguesias de Cafede y Póvoa de Rio de Moinhos, pasando su sede a estar situada en la antigua freguesia de Póvoa de Rio de Moinhos.

## Demografía
| Gráfica de evolución demográfica de Póvoa de Rio de Moinhos e Cafede entre 2011 y 2021 |
|                                                                                        |
| Datos según el nomenclátor publicado por el INE portugués.                             |